# Sombre Romantic
Sombre Romantic es el álbum de estudio debut de la banda australiana de metal gótico Virgin Black. El álbum originalmente fue lanzado en producción muy limitada solo en Australia por Crestfallen Records. Luego fue lanzado el 12 de febrero de 2001 por The End Records en los Estados Unidos y en Europa fue lanzado por el sello alemán Massacre Records. Una reimpresión de 2002 por The End Records incluyó también el EP "Trance" como Bonus Disc.

## Lista de canciones
1. "Opera de Romanci I. - Stare" - 3:57
2. "Opera de Romanci II. - Embrace" - 3:52
3. "Walk Without Limbs" - 4:26
4. "Of Your Beauty" - 4:00
5. "Drink the Midnight Hymn" - 5:14
6. "Museum of Iscariot" - 7:41
7. "Lamenting Kiss" - 5:25
8. "Weep for Me" - 1:52
9. "I Sleep with the Emperor" - 2:40
10. "A Poet's Tears of Porcelain" - 5:20
11. "Outro" - 0:11 *

## Créditos
- Samantha Escarbe - guitarra líder
- Rowan Londres - voz, teclados, piano
- Craig Edis - voz, guitarra
- Dino Cielo - batería
- Ian Miller - bajo, voz
- Aaron Nicholls - bajo
- Chris Handley (invitado) - Violonchelo